# Live from the Forum MMXVIII
Live from the Forum MMXVIII es un álbum en directo del grupo Eagles, publicado por la compañía discográfica Rhino Records en octubre de 2020. El disco incluye el concierto ofrecido en el Forum de Inglewood, California, que tuvo lugar durante tres noches en septiembre de 2018. Es la primera publicación del grupo que incluye a los miembros Deacon Frey y Vince Gill junto a Don Henley, Joe Walsh y Timothy B. Schmit. Deacon, hijo de Glenn Frey, y Gill se unieron al grupo tras la muerte de Glenn en 2016. Fue publicado el 16 de octubre de 2020 en varios formatos, incluyendo CD, DVD y Blu Ray.

## Trasfondo
En 2016, tras la muerte de Glenn Frey, los Eagles se separaron temporalmente después de que Don Henley decidiera que no volverían a tocar juntos. Sin embargo, Henley revisó su decisión y en marzo de 2017 anunció que los Eagles tocarían en dos festivales organizados por su representante Irving Azoff. Henley reclutó a Deacon, hijo de Glenn, para tocar con el resto de miembros del grupo en dichos conciertos. Según Henley, "el único modo justificado para mí que la banda continuase adelante era tener sangre familiar en la banda". El grupo se vio reforzado por Vince Gill después de tocar en el Kennedy Center Honors en un tributo a los Eagles en diciembre de  2016, el cual "encajaba como un guante", según palabras de Henley. El grupo anunció poco después una gira por Norteamérica con Deacon y Vince que comenzó en marzo de 2018 en Chicago (Illinois).
La gira incluyó tres conciertos en el Forum de Los Ángeles (California) durante los cuales fue grabado el disco. La lista de canciones incluyó los principales éxitos del grupo, pero también canciones de las carreras en solitario de cada miembro, incluyendo "The Boys of Summer" de Henley, "Life's Been Good" de Walsh y "Don't Let Our Love Start Slippin' Away" de Gill. El grupo interpretó 26 canciones cada noche, salvo el 14 de septiembre, día en el que incorporaron "The Long Run" al bis. La única canción interpretada en directo y omitida del disco fue "Witchy Woman".
El largometraje del concierto fue dirigido por Nick Wichman y filmado con catorce cámaras 4K. Fue estrenado en ESPN el 5 de julio de 2020.
El concierto fue publicado el 16 de octubre de 2020 en varios formatos de audio y video, incluyendo una edición super deluxe con un Blu Ray, dos CD y cuatro discos de vinilo.

## Lista de canciones

### CD 1
| N.º | Título                                                       | Voz principal       | Duración |  |
| 1.  | «Seven Bridges Road»                                         |                     | 3:33     |  |
| 2.  | «Joe Walsh: "How ya doin?"»                                  |                     | 0.33     |  |
| 3.  | «Take It Easy»                                               | Deacon Frey         | 4:14     |  |
| 4.  | «One of These Nights»                                        | Henley              | 4:23     |  |
| 5.  | «Don Henley: "Good evening, ladies and gentlemen"»           |                     | 2.12     |  |
| 6.  | «Take It to the Limit»                                       | Vince Gill          | 4:21     |  |
| 7.  | «Tequila Sunrise»                                            | Gill                | 3:05     |  |
| 8.  | «In the City»                                                | Walsh               | 5:45     |  |
| 9.  | «Timothy B. Schmit: "Hey, everybody, that’s Joe Walsh"»      |                     | 0.48     |  |
| 10. | «I Can't Tell You Why»                                       | Schmit              | 5:08     |  |
| 11. | «New Kid in Town»                                            | Gill                | 5:11     |  |
| 12. | «Don Henley: "Just want to thank all of you…"»               |                     | 1.25     |  |
| 13. | «How Long»                                                   | Deacon Frey, Henley | 3:21     |  |
| 14. | «Deacon Frey: "Hello, everybody…"»                           |                     | 0.36     |  |
| 15. | «Peaceful Easy Feeling»                                      | Deacon Frey         | 4:29     |  |
| 16. | «Ol' '55»                                                    | Gill                | 4:18     |  |
| 17. | «Lyin' Eyes»                                                 | Gill                | 6:30     |  |
| 18. | «Love Will Keep Us Alive»                                    | Schmit              | 4:13     |  |
| 19. | «Vince Gill: "How about a nice hand for California, man..."» |                     | 0.36     |  |
| 20. | «Don't Let Our Love Start Slippin' Away»                     | Gill                | 5:18     |  |
| 21. | «Those Shoes»                                                | Henley              | 5:07     |  |

### CD 2
| N.º | Título                         | Voz principal | Duración |  |
| 1.  | «Already Gone»                 | Deacon Frey   | 4:23     |  |
| 2.  | «Walk Away»                    | Walsh         | 3.58     |  |
| 3.  | «Joe Walsh: "Is everybody OK?» |               | 1:54     |  |
| 4.  | «Life's Been Good»             | Walsh         | 8:04     |  |
| 5.  | «The Boys of Summer»           | Henley        | 5.15     |  |
| 6.  | «Heartache Tonight»            | Gill          | 4:28     |  |
| 7.  | «Funk 49»                      | Walsh         | 4:44     |  |
| 8.  | «Life in the Fast Lane»        | Henley        | 5:55     |  |
| 9.  | «Hotel California»             | Henley        | 8.27     |  |
| 10. | «Rocky Mountain Way»           | Walsh         | 6:29     |  |
| 11. | «Desperado»                    | Henley        | 4:10     |  |
| 12. | «The Long Run»                 | Henley        | 4.40     |  |

## Posición en listas
| País)                           | Posición |
| ------------------------------- | -------- |
| Australia (ARIA)                | 22       |
| Bélgica (Ultratop flamenca)     | 5        |
| Bélgica (Ultratop valona)       | 22       |
| Países Bajos (Album Top 100)    | 2        |
| Alemania (Offizielle Top 100)   | 7        |
| Irlanda (OCC)                   | 14       |
| Italia (FIMI)                   | 75       |
| Noruega (VG-lista)              | 13       |
| Escocia (Scottish Albums Chart) | 4        |
| Reino Unido (UK Albums Chart)   | 26       |